# Idalus herois
Idalus herois — вид метеликів підродини ведмедиць (Arctiinae). Поширений у Південній та Центральній Америці.

## Опис
Метелики-ведмедиці середнього розміру. Розмах крил 35–45 мм. Основне забарвлення темно-жовте, крила перетинаються приблизно від середини костального краю до внутрішнього кута чорною смугою, яка є найширшою на обох кінцях, а на зовнішній реберній частині чорне забарвлення простягається по краю до вершини; ця поперечна смуга розділена жилками сіро-білого кольору на серію плям скрізь, де вони перетинають смугу; крила також широко облямовані на всій своїй внутрішній частині та на обох кінцях його зовнішньої частини білим кольором. При основі також позначена поперечна смуга, а також кілька рожевих лусочок біля основи внутрішнього краю. Бахрома біла. У самців зовнішні дві третини крил укриті рожевими лусочками, а в самок так виражений лише внутрішній край. Низ білуватий з кольоровим та мітками. Голова та груди білі, з рожево-коричневими плямами. Черевце кармінного кольору з верхнім рядом білих плям у самки; анус і низ черевця білі. Вид був вперше описаний в 1889 році американським ентомологом Вільямом Шаусом (1858—1942) за матеріалами з Мексики.

## Місце проживання
Мешкає цей вид в Мексиці, Венесуелі, Бразилії та можливо ще в деяких країн Південної Америки.

## Поведінка
Idalus herois виробили просунутий спосіб протидіяння кажанам. Вони випускають власні ультразвукові клацання, щоб заглушити сигнали своїх переслідувачів, порушуючи їхню здатність точно вимірювати відстань. Кажани, нападаючи на метеликів-клацальників, збентежені, рухаючись туди-сюди й не знаючи, де метелик.